# 山家藩
山家藩（日语：／ Yamaga han */?）是日本江戶時代的一個藩。位於丹波國何鹿郡，藩廳在山家陣屋（今京都府綾部市），藩主是谷氏，家格屬於外樣大名。
藩組谷衛友，是織田信長、豐臣秀吉的部將，在1582年（天正10年）參予討伐明智光秀的山崎之戰後，加封丹波山家一萬六千石。在1600年（慶長5年）的關原之戰中雖加入西軍，但卻與東軍內通，並不積極加入對歌道老師細川藤孝居城的進攻，並於戰後加入攻擊西軍將領小野木重次，因此在細川藤孝與本多正純仲介下，所領不變，依然是山家藩主。
後來2代藩主谷衛政將領地分出給弟弟谷衛冬一千五百石（梅迫谷家）、姪兒谷衛之兩千五百石（上杉谷家）、谷衛清兩千石（十倉谷家），石高降為一萬石，此後谷氏作為山家藩藩主延續了13代，直到明治時代後，山家藩因為長年與公家通婚，早早投效明治政府，在廢藩置縣後於1884年（明治17年）被列為子爵。

## 歷任藩主
1. 谷衛友
2. 谷衛政
3. 谷衛廣
4. 谷衛憑
5. 谷衛衝
6. 谷衛將
7. 谷衛秀
8. 谷衛量
9. 谷衛萬
10. 谷衛彌
11. 谷衛昉（攝津國麻田藩主青木一貞的二男）
12. 谷衛弼（近江國膳所藩主本多康禎的三男）
13. 谷衛滋（常陸國府中藩主松平賴説的五男）